# Labotas
Labotas ist ein griechischer, männlicher Vorname.

## Herkunft und Bedeutung
Altgriechisch Λαβώτας;
Ionisch Λεωβώτης
Der Name ist altgriechischen Ursprungs und bedeutet der Löwenhirte.

## Verbreitung
Der Name fand hauptsächlich in Sparta Verwendung.

## Varianten
- lateinisch Labotes
- deutsch Leobotas, Leobotes

## Bekannte Namensträger
- Labotas, ein König von Sparta
- Labotas, spartanischer Verwalter der Kolonie Herakleia (409 v. Chr.)